# 大阪外国語大学の人物一覧
大阪外国語大学の人物一覧（おおさかがいこくごだいがくのじんぶついちらん）は、大阪外国語大学（現・大阪大学大学院言語文化研究科言語社会専攻／日本語・日本文化専攻・大阪大学外国語学部）に関係する人物の一覧記事。

## 著名な教職員
Category:大阪外国語大学の教員

## 著名な卒業生
Category:大阪外国語大学出身の人物

### 政界
- 中島章夫 - 衆議院議員
- 石橋林太郎 - 衆議院議員（中退）
- 江原久美子 - 参議院議員
- 藤沢純一 - 大阪府箕面市長
- 白井文 - 兵庫県尼崎市長（中退）
- 木村真 - 豊中市議会議員、市民活動家

### 行政
- 深田博史 - 駐ベトナム特命全権大使（中退）
- 足木孝 - 駐クウェート特命全権大使
- 吉田潤 - 駐モーリタニア特命全権大使（中退）
- 平野拓也 - 科学技術事務次官

### 財界
- 麻枝光一 - 「大麻堂」経営者、医療大麻を考える会代表、元ジャーナリスト
- 広瀬陽一郎 - バイオシードテクノロジーズ株式会社代表取締役

### 研究
- 石濱純太郎 - 東洋史学者。関西大学名誉教授。
- 棈松源一 - モンゴル語・モンゴル文化学者。大阪外国語大学名誉教授。
- 宮本又次 - 歴史学者。大阪大学名誉教授。
- 市村真一 - 経済学者。京都大学名誉教授。
- 阿古智子 - 現代中国研究者。東京大学教授。
- 近藤達夫 - 言語学者。大阪外国語大学名誉教授。
- 片岡孝 - ロシア語学者。大阪外国語大学名誉教授、レニングラード大学教授。
- 亀田次郎 - 国語学者。著書に『國語学概論』『音韻分布図』など。
- 河田悌一 - 中国哲学研究者。関西大学第38・39代学長。
- 佐原真 - 考古学者。国立歴史民俗博物館元館長。
- 庄垣内正弘 - 言語学者。京都大学名誉教授、京都産業大学客員教授。
- 高橋和夫 - 国際政治学者、放送大学名誉教授、先端技術安全保障研究所会長。
- 田澤耕 - カタルーニャ語・スペイン文化学者。法政大学教授。カタルーニャ州政府サン・ジョルディ十字勲章。
- 藤田耕司 - 言語学者。京都大学大学院人間・環境学研究科教授。
- 塩尻和子 - 筑波大学大学院人文社会科学研究科教授。
- 東谷穎人 - 神戸市外国語大学元学長。
- 廣岡正久 - 政治学者。学校法人京都産業大学理事長。
- 信田智人 - 政治学者。国際大学教授。
- 中島岳志 - 政治学者。東京工業大学教授。
- 夏井春喜 - 歴史学者。北海道教育大学教授。
- 西田龍雄 - 言語学者。京都大学名誉教授。西夏文字の解読を行う。
- 石原昌家 - 社会学者。沖縄国際大学名誉教授。
- 熊谷明泰 - 言語学者。関西大学教授。
- 是永駿 - 中国文学者。大阪外国語大学学長、立命館副総長兼立命館アジア太平洋大学学長を歴任。
- 田邉欧 - 北欧文学者。大阪大学教授。
- 中村宣一朗 - 会計学者。大阪大学名誉教授。
- 兵藤守男 - 政治学者。新潟大学教授。
- 福原信義 - 言語学者。元大阪外国語大学教授。
- 前田達朗 - 言語学者。元東京外国語大学准教授。
- 松田武 - 大阪大学名誉教授、京都外国語大学学長。
- 松田真希子 - 言語学者。金沢大学教授。
- 松原好之 - 神奈川歯科大学客員教授、四天王寺大学現代日本文学科講師、河合塾英語科講師。
- 松村昌家 - 英文学者、追手門学院大学名誉教授。
- 溝端佐登史 - 経済学者、京都大学名誉教授。
- 三村光弘 - 法学者、財団法人環日本海経済研究所研究主任。
- 宮原曉 - 社会人類学者、大阪大学教授、元地域研究コンソーシアム運営委員長、元日本華僑華人学会副会長。
- 村岡重夫 - 経済学者、札幌短期大学元学長。
- 山田敬三 - 中国文学研究者、神戸大学名誉教授。
- 魚井一由 - 言語研究者、國學院短期大学講師。
- 稲垣美穂子 - 法学者、北海学園大学講師。
- 足立一平 - 神戸高等商船学校教授。
- 勝田吉太郎 - 京都大学名誉教授
- 深尾葉子 - 歴史学者、社会学者。大阪大学大学院人文学研究科教授。
- 澤田軍治郎 - 教育学者、大阪教育大学名誉教授。
- 楊凱栄 - 中国語学者、東京大学教授、日本中国語学会副会長。

### 文学
- 司馬遼太郎 - 作家、直木賞受賞。元日本芸術院会員。文化勲章受章。
- 陳舜臣 - 作家、直木賞受賞。日本芸術院会員。
- 岡田誠三 - 作家、直木賞受賞。元朝日新聞記者。
- 庄野潤三 - 作家、芥川賞受賞。日本芸術院会員。
- 山城むつみ - 作家。著書に『文学のプログラム』など。
- 沖正弘 - 作家、ヨガの伝道に貢献。
- 浅倉久志 - 翻訳家。SFの翻訳で著名。
- 雀野日名子 -  作家。日本ホラー小説大賞受賞。怪談文芸、ホラー小説など。
- 松原好之 - 作家。第3回すばる文学賞受賞。
- 粕谷知世 - 作家。第13回日本ファンタジーノベル大賞受賞。

### 芸術
- 舛田利雄 - 映画監督。
- 松原好之 - 映画助監督。
- 古川タク - イラストレーター、アニメーション作家。
- 成瀬政博 - イラストレーター。
- 清水脩 - 作曲家。カワイ楽譜（現カワイ出版）元社長。
- イケムラレイコ - 美術家、ベルリン芸術大学教授。

### 芸能
- シルク - タレント、お笑い芸人、ラジオパーソナリティ、非常階段。
- ミヤコ - お笑い芸人、非常階段。
- 後藤ひろひと - 演出家、俳優。
- 新山志保 - 声優。
- 和田昌哉 - 歌手。
- 山之内重美 - 歌手、女優、アナウンサー、ロシア演劇・ロシア大衆歌謡ピェースニャ研究家。
- suara - 歌手。
- 木山裕策 - 歌手。
- ジュリー・ドレフュス - 女優。
- こなかりゆ - 音楽家。
- 瀬良明 - 俳優。

### スポーツ
- 堀口龍佑 - サッカー指導者。
- 吉崎エイジーニョ - サッカージャーナリスト
- 神田康範 - 野球スポーツクラブ経営者

### マスコミ
- 秦正流 - 元朝日新聞社専務取締役。
- 俵萌子 - エッセイスト、評論家。
- 水野肇 - ジャーナリスト、医事評論家。「ガン・シリーズ」で日本新聞協会賞受賞。
- 寺谷一紀 - 元NHKアナウンサー。ナレーター、執筆業。
- 二村伸 - ジャーナリスト、NHK解説委員、ニュースキャスター。
- 梶田真章 - 法然院貫主、NHKラジオコメンテーター、フィールドソサイエティー顧問。
- 萩原遼 - ジャーナリスト。
- 上村幸治 - 獨協大学教授、元毎日新聞中国総局長。
- 小嶋沙耶香 - 広島ホームテレビアナウンサー。
- 野間易通 - 元ミュージック・マガジン副編集長、レイシストをしばき隊創設者、C.R.A.C.創設者、のりこえねっとTVキャスター
- デイ多佳子 - エッセイスト、ノンフィクションライター。
- 小川真由 - 元ラジオ大阪アナウンサー、日本民間放送連盟賞優秀賞
- 西池沙織 - 気象予報士、防災士
- 佐々木正明 - ジャーナリスト

### その他
- 古川和（独立行政法人国立青少年教育振興機構理事長、ティーチングキッズ代表）[1]